# Scythris joannisella
Scythris joannisella is een vlinder uit de familie van de dikkopmotten (Scythrididae). De wetenschappelijke naam van de soort is voor het eerst geldig gepubliceerd in 1938 door Le Marchand.